# Лорд, Марджори
Марджори Лорд (англ. Marjorie Lord, урождённая Марджори Ф. Волленберг (англ. Marjorie F. Wollenberg, 26 июля 1918 — 28 ноября 2015) — американская актриса.

## Биография
Марджори Лорд родилась в Сан-Франциско в 1918 году. В 1934 году, в возрасте шестнадцати лет, она дебютировала на Бродвее в постановке «Старая дева» с Джудит Андерсон. В следующем году она подписала контракт со студией «RKO». Вскоре её заметил режиссёр Генри Костер и переманил на «Universal Studios», где она снялась в шести фильмах. В 1956 году её заметил актёр Дэнни Томас и пригласил в сериал «Освободите папу», где она снималась пока его не сняли с показа в 1964 году.
Марджори Лорд трижды была замужем, родив от первого мужа, актёра Джона Арчера, дочь Энн Арчер, ставшую как и родители актрисой. Лорд скончалась в ноябре 2015 года в возрасте 97 лет в своём доме в Беверли-Хиллз. После смерти была кремирована, а прах был передан её сыну.

## Фильмография
| Год       |    | Русское название          | Оригинальное название         | Роль                             |
| --------- | -- | ------------------------- | ----------------------------- | -------------------------------- |
| 1943      | ф  | Плоть и фантазия          | Flesh and Fantasy             | Джастин                          |
| 1943      | ф  | Шерлок Холмс в Вашингтоне | Sherlock Holmes in Washington | Нэнси Пэтридж                    |
| 1947      | ф  | Новый Орлеан              | New Orleans                   | Грейс Войселль                   |
| 1948      | ф  | Странная миссис Крейн     | The Strange Mrs. Crane        | Джина Крейн, она же Дженни Хэдли |
| 1950      | ф  | Стремясь высоко           | Riding High                   | Мэри Уинслоу                     |
| 1953      | с  | Зал славы Холлмарк        | Hallmark Hall of Fame         | Сара Маккой                      |
| 1956—1964 | с  | Освободите папу           | Make Room for Daddy           | Миссис Кэти Уилльямс             |
| 1978      | тф | Пират                     | The Pirate                    | Миссис Мэйсон                    |
| 1978      | с  | Остров фантазий           | Fantasy Island                | Бэт Шэйн                         |
| 1980      | с  | Лодка любви               | The Love Boat                 | Марта Роджерс                    |